# Хлевчаны
Хлевчаны (укр. Хлівчани) — село в Белзской городской общине Шептицкого района Львовской области Украины.
Население по данным 2023 года составляло 1867 человек. Население по переписи 2001 года составляло 1972 человека. Занимает площадь 7,654 км². Почтовый индекс — 80070. Телефонный код — 3257.